# Liste der Deutschen Jugendmeister im Voltigieren

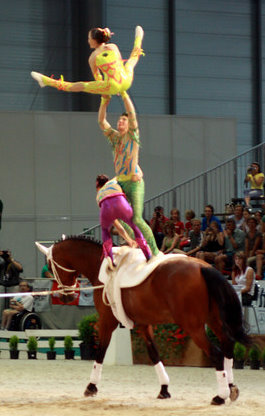
Team Austria bei den Europameisterschaften 2008 in Brünn

Die Deutschen Jugendmeisterschaften im Voltigieren (DJM) sind der wichtigste nationale Wettbewerb zwischen allen Landesverbänden der Deutschen Reiterlichen Vereinigung (FN) für Junior-Gruppen und Junior-Einzelvoltigierer. Die DJM werden seit 2008 jährlich ausgerichtet. Der Einzelwettbewerb wird nach Geschlechtern getrennt gerichtet.

## Startberechtigung
Die Leistungsklasse Junior wurde 2008 neu in das deutsche Turnierregelwerk, die Leistungs-Prüfungs-Ordnung (LPO), aufgenommen. Es gelten folgende Altersbeschränkungen: Um an einem Gruppenwettbewerb teilnehmen zu können, darf ein Starter maximal 18 Jahre alt sein. Voraussetzung für eine Teilnahme am Einzelwettbewerb sind ein Mindestalter von 12 und ein Höchstalter von 18 Jahren. Es gilt das Erreichen der Grenzen im laufenden Kalenderjahr. Seit 2009 gilt für Einzelvoltigierer die zusätzliche Beschränkung, dass sie zuvor nie an einer Deutschen Meisterschaft als Einzelvoltigierer teilgenommen haben dürfen.
Die Vergabe der Startplätze erfolgt anhand eines Quotensystems: Jeder Landesverband hat eine Grundquote von drei Gruppen und um die 5 Einzelvoltigierer, die er zur DJM entsenden darf. Eine Zusatzquote bestimmt sich aus der Anzahl der bei der FN registrierten Voltigierer: Pro volle 70 Gruppen und pro volle 20 Einzelvoltigierer erhält ein Landesverband einen zusätzlichen Startplatz. Innerhalb der Landesverbände werden die Teilnehmer im Rahmen von Sichtungsturnieren ermittelt und offiziell nominiert.

## Deutsche Jugendmeisterschaften
| Jahr | Ort         | Einzel Herren                  | Einzel Herren                  | Einzel Damen                                 | Einzel Damen                                   | Doppel                                          | Doppel                         | Gruppe                                             | Gruppe                          |
| Jahr | Ort         | Voltigierer, Landesverband     | Longenführer, Pferd            | Voltigiererin, Landesverband                 | Longenführer, Pferd                            | Voltigierer, Landesverband                      | Longenführer, Pferd            | Verein, Landesverband                              | Longenführer, Pferd             |
| ---- | ----------- | ------------------------------ | ------------------------------ | -------------------------------------------- | ---------------------------------------------- | ----------------------------------------------- | ------------------------------ | -------------------------------------------------- | ------------------------------- |
| 2008 | Hohenhameln | Victor Brüsewitz Hannover      | Lars Hansen, Gustafson         | Sarah Kay Schleswig-Holstein                 | Wolfgang Renz, Leon                            |                                                 |                                | TPZ HVP Peiler-Hamm Westfalen                      | Jennifer Peiler, Letitia        |
| 2009 | München     | Thorben Hoppe Hessen           | Myriam Pfeiffer, Lukas         | Jana Linicus Hessen                          | Myriam Pfeiffer, Lukas                         |                                                 |                                | VV Ingelsberg Junior I Bayern                      | Alexander Hartl, Arador         |
| 2010 | Aachen      | Jannik Heiland Hannover        | Lars Hansen, Ghandy 15         | Leonie Rengel Rheinland                      | Alexandra Knauf, Record RS von der Wintermühle |                                                 |                                | RSV I SC.36 Neuss-Grimlinghausen Rheinland         | Jessica Schmitz, Remake 3       |
| 2011 | Krumke      | Thomas Brüsewitz Hannover      | Lars Hansen, Gustafsson        | Pauline Riedel Rheinland                     | Jessica Schmitz, Lugano                        |                                                 |                                | RSV Neuss-Grimlinghausen Juniorteam VIII Rheinland | Katharina Steinberg, Remake     |
| 2012 | Verden      | Thomas Brüsewitz Hannover      | Irina Lenkeit, Airbus          | Gianna Meier Westfalen                       | Stefan Lotzmann, Czambul                       |                                                 |                                | RSV Neuss-Grimlinghausen Juniorteam I Rheinland    | Simone Wiegele, Remake          |
| 2013 | München     | Julian Wilfling Bayern         | Alexander Zebrak, Luino        | Gianna Meier Westfalen                       | Simone Drewell, Diabolus                       |                                                 |                                | RSV Neuss-Grimlinghausen Juniorteam I Rheinland    | Simone Lang-Wiegele, Remake     |
| 2014 | Münchehofe  | Miro Rengel Rheinland          | Nina Vorberg Sir Bernhard      | Sophie Hofmann Rheinland-Pfalz               | Heide Pozepnia Dunhill                         |                                                 |                                | VV Ingelsberg Bayern                               | Alexander Hartl                 |
| 2015 | Krumke      | Tim Andrich Berlin-Brandenburg | Claudia Westerheide, Polan     | Chiara Congia Rheinland-Pfalz                | Alexandra Dietrich, Celebration                |                                                 |                                | VV Ingelsberg Junior I Bayern                      | Alexander Hartl, Lazio          |
| 2016 | Redefin     | Gregor Klehe Bayern            | Alexander Hartl, Adlon         | Mara Xander Baden-Württemberg                | Andrea Blatz, Luigi                            |                                                 |                                | Juniorteam VFZ-Mainz-Ebersheim II Rheinland-Pfalz  | Alexandra Dietrich, Celebration |
| 2017 | Aachen      | Gregor Klehe Bayern            | Alexander Hartl, Adlon         | Mara Xander Baden-Württemberg                | Andrea Blatz Luigi                             | Anne Schlumbohm, Melanie Eger Baden-Württemberg | Andrea Blatz Humphrey Bogart   | Nordheim I Junior Baden-Württemberg                | Andrea Blatz Humphrey Bogart    |
| 2018 | München     | Gregor Klehe Bayern            | Alexander Hartl, Adlon         | Fabienne Nitkowski Rheinland                 | Iris Schulten Dantez                           | Julian Kögl, Ronja Kähler Berlin-Brandenburg    | Lars Hansen Daytona            | Nordheim I Junior Baden-Württemberg                | Andrea Blatz Humphrey Bogart    |
| 2019 | Krumke      | Jannik Liersch Bayern          | Alexander Hartl, Elegante      | Fabienne Nitkowski Rheinland                 | Iris Schulten Dantez                           | Julian Kögl, Ronja Kähler Berlin-Brandenburg    | Alexander Hartl, Elegante      | RSV Neuss-Grimlinghausen Juniorteam I Rheinland    | Pauline Riedl Smarti            |
| 2021 | Timmel      | Philip Goroncy Westfalen       | Antje Döhnert, Hendrikx        | Mona Pavetic Rheinland                       | Alexandra Knauf Eyecatcher                     | Jana Schuhmacher, Hannah Bidon Rheinland-Pfalz  | Carolin Noner, Enzo            | Juniorteam Oldenburg Weser-Ems                     | Sven Henze Cleiner Onkel        |
| 2022 | Münchehofe  | Bela Lehnen Rheinland          | Alexandra Knauf, Formel 1 d.C. | Paula Waskowiak Westfalen                    | Tabea Struck Djaibolo                          | Carina Becker, Lea Durasin Rheinland            | Friederike Schillings, Turtock | Fredenbeck Junior Hannover                         | Gesa Bührig Capitain Claus      |
| 2023 | München     | Arne Heers Hannover            | Sven Henze Cleiner Onkel       | Amari Santamaria Diaz Mecklenburg-Vorpommern | Hauke Thümmler Meran                           | Mia Valentina Bury, Arne Heers Weser-Ems        | Sven Henze, Capitano           | Fredenbeck Junior Hannover                         | Gesa Bührig Capitain Claus      |
| 2024 | Prussendorf | Arne Heers Weser-Ems           | Sven Henze Cleiner Onkel       | Johanna Timm Hamburg                         | Benita Julia Golze Corazon Gran                | Arne Heers, Mia Valentina Bury Weser-Ems        | Sven Henze Cleiner Onkel       | Fredenbeck Junior Hannover                         | Gesa Bührig Capitain Claus      |
| 2025 | München     |                                |                                |                                              |                                                |                                                 |                                |                                                    |                                 |